# Wasyl Paczowski

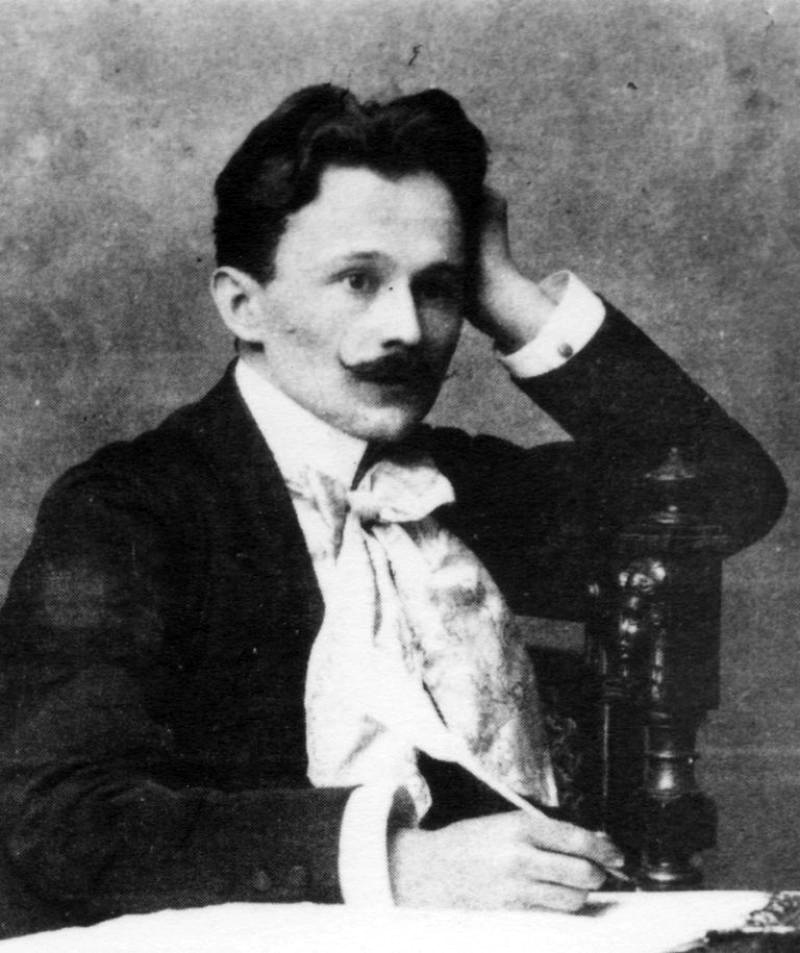

Wasyl Paczowski (ukr. Василь Пачовський, ur. w 1878 w Żułyczach k. Złoczowa, zm. w 1942 we Lwowie) — ukraiński poeta, dramaturg, przedstawiciel modernistycznego ugrupowania Mołoda Muza skupionego w latach 1906—09 wokół wydawnictwa Swit, pedagog. Ojciec Romana Paczowskiego, malarza.

## Życiorys
Pochodził z Galicji, z rodziny kapłańskiej. Uczył się krótko w gimnazjum polskim w Złoczowie, a następnie pracował w gimnazjach we Lwowie i w Stanisławowie jako nauczyciel języka ukraińskiego, potem w latach 1920—29 na Ukrainie Zakarpackiej, w Berehowie, by pod koniec życia powrócić do pracy w Przemyślu i we Lwowie, gdzie zmarł. 
Jako literat zadebiutował w 1901 r. zbiorem wierszy miłosnych Rozsypani perły. Był autorem również innych utworów, takich jak Na stoci hir (1907), czy Ładi i Mareni: ternowyj ohon’ mij (1912); wiersze te stylizowane były na pieśni ukraińskie. Tworzył również dramaty: Son ukr. noči (1903), Sonce rujiny (1911), Sfinks Jewropy (1914), Roman Wełykyj (1918), Hetman Mazepa (1933). Utwory te uznawane są za trudne do przedstawienia na scenie ze względu na swój publicystyczny charakter i przesadny liryzm. Kolejny jego utwór, Zołoti Worota, choć zakrojony na większą skalę, zakończony został po napisaniu dwóch zaledwie części: Pekło Ukrajiny i Preispodnia. Głównym bohaterem cyklu został Marek Przeklęty (Mapкo Пpoклятий) — duch zrujnowanej Ukrainy. 
Paczowski był również autorem prac historycznych, z których wymienić należy: Narys istoriji minijatjury porukopyscjam (1913), Istorija Podkarpatskoj Rusi, (1921), Sribna Zeml’a (1938), Istorija Zakarpatt’a (1946). Jest autorem pracy histriozoficznej Switowa misija Ukrajiny (1933), w której wieszczy zmartwychwstanie ojczyzny. Spod jego pióra wyszło również kilkanaście utworów literatury dziecięcej i popularnej. W sumie opublikował około 30 utworów, z których duża część w ogóle nie ukazała się za jego życia.